# Ockupationen av Jugoslaviens konsulat i Göteborg 1971
Ockupationen av Jugoslaviens konsulat i Göteborg 1971 var en händelse i Sverige onsdagen den 10 februari 1971, då två ensamma jugoslaviska män, Blago Mikulić och Ivan Vujičević, med kopplingar till den politiska organisationen Ustaša, under pistolhot band alla som fanns i Jugoslaviens konsulat för att kräva att en i Jugoslavien häktad man skulle friges inom 24 timmar.
Händelserna inleddes på morgonen klockan 08.45 i konsulatets lokaler på Odinsgatan 20 i Göteborg. Inkräktarna tog personal som gisslan, hotade dem med kniv och med pistoler, av sorten VZOR 50 (7.65 kaliber), samt en pennpistol. De stannade i byggnaden i ungefär ett dygn. Under natten mellan 10 och 11 februari stängde polisen av alla förbindelser till ambassaden och isolerade på så sätt de två gisslantagarna, som då inte längre kunde få telefonkontakt med sympatisörer utifrån. Strategin lyckades och en av gisslantagarna överlämnade sig till polisen följande morgon klockan 09.00. Lite senare gav även den andre upp. Gisslan kunde omhändertas oskadade.